# Louis Auguste Marchand de Plauzonne
Pour les articles homonymes, voir Marchand.
Louis Auguste Marchand de Plauzonne, né le 7 juillet 1774 à Fontainebleau (Seine-et-Marne), tué le 7 septembre 1812 à la bataille de la Moskowa (Russie), est un général français de la Révolution et de l’Empire.

## États de service
Il entre en service le 1er janvier 1790, comme sous-lieutenant dans le bataillon de Bourgogne, et il passe le 15 septembre 1791, au 9e bataillon de chasseurs à pied. Il est nommé lieutenant le 4 mars 1792, capitaine le 21 mai 1792, et aide de camp du général Ferino le 29 janvier 1794.
Le 18 mai 1797, il devient chef de bataillon, et le 11 mai 1799, il passe chef d’escadron au 1er régiment de chasseurs à cheval. Le 10 mai 1800, il est promu adjudant-commandant provisoire par le général Moreau, et il est confirmé dans son grade le 17 août 1801.
Il est nommé colonel le 5 août 1806, au 5e régiment d’infanterie de ligne. Il fait la campagne d’Autriche en 1809, et il est promu général de brigade le 5 juin 1809. Il est créé baron de l’Empire le 14 avril 1810, et il est mis en disponibilité le 9 décembre 1810. 
Le 1er septembre 1811, il devient chef d’état-major de l’armée de Catalogne, et il est fait officier de la Légion d’honneur le 6 décembre 1811.
En 1812, il participe à la campagne de Russie, au sein de la 13e division d’infanterie du 4e corps de la Grande Armée, et il est tué le 7 septembre 1812, lors de la bataille de la Moskowa. 

## Distinctions
- Il fait partie des 660 personnalités à avoir son nom gravé sous l'arc de triomphe de l'Étoile. Il apparaît sur la 12e colonne (l’Arc indique PLAUZONNE).

## Armoiries
- Baron de l’Empire le 15 août 1809 (décret), le 14 avril 1810 (lettres patentes).

- Coupé, le premier parti à dextre à trois étoiles en fasce d'argent, à sénestre des barons tirés de l'armée, le deuxième de sable au lion couché d'or, soutenu d'une champagne de gueules, chargé d'une épée en fasce d'argent, la pointe à dextre - Livrées : bleu, rouge, jaune, noir

## Sources
- (en) « Generals Who Served in the French Army during the Period 1789 - 1814: Eberle to Exelmans »
- Thierry Pouliquen, « Les généraux français et étrangers ayant servis [sic] dans la Grande Armée » (consulté le 7 octobre 2014)
- « La noblesse d’Empire » (consulté le 7 octobre 2014)
- « Cote LH/2178/59 », base Léonore, ministère français de la Culture
- (pl) « Napoléon.org.pl »